# Peixe pré-histórico

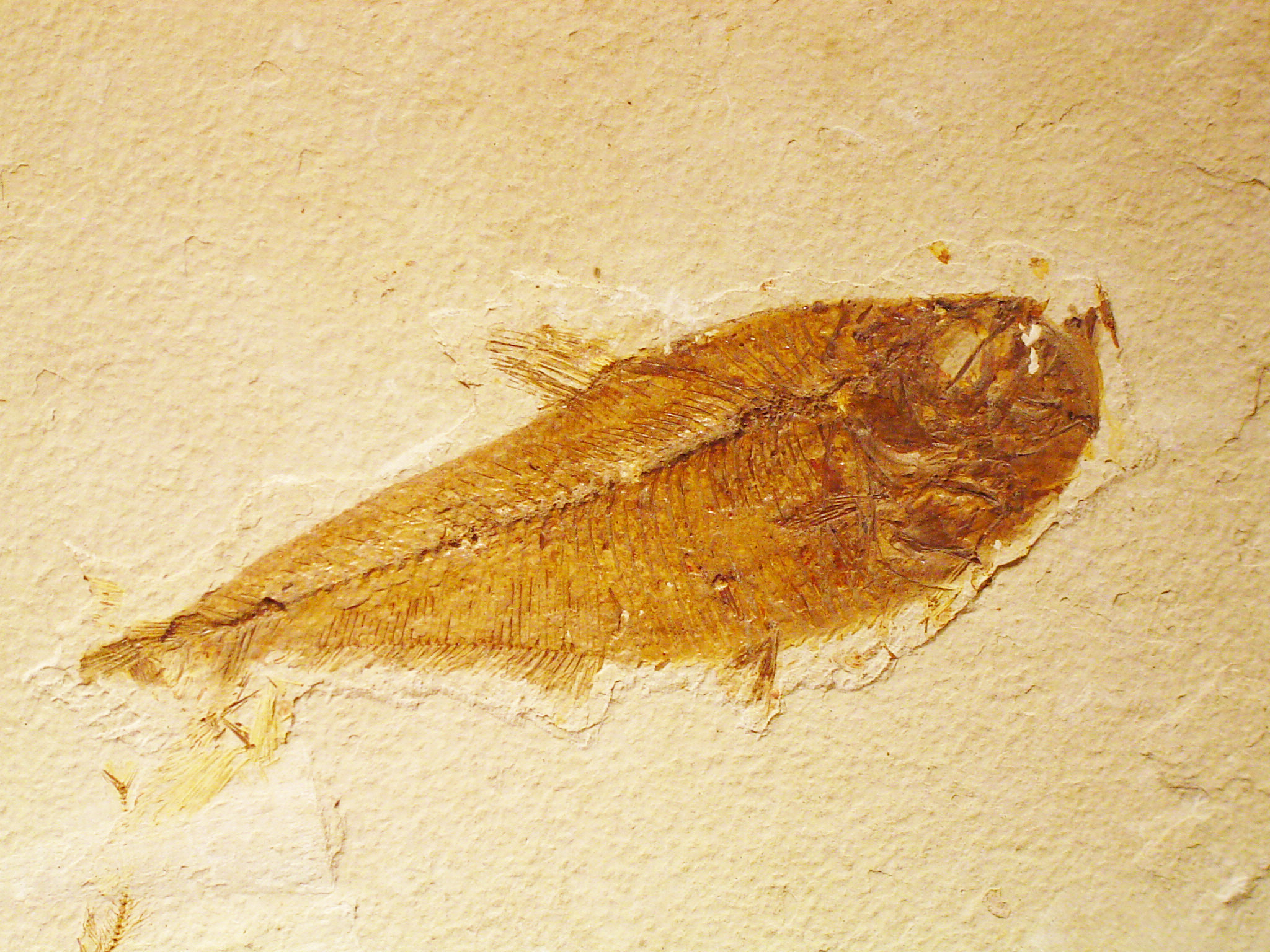
Peixe fóssil do período Cretáceo.

Peixes pré-históricos são vários grupos (classes) de peixes que viveram antes dos registros históricos.
Uns poucos, dentre os quais o celacanto, ainda existem hoje (em espécies um tanto modificadas) e são considerados, numa expressão inadequada, fósseis vivos.

## Peixes sem mandíbulas (Agnatha)

### Pikaia
Pikaia foi um animal extinto do Cambriano Médio achado perto do Mount Pika, no Burgess Shale da Colúmbia Britânica. Esse fóssil foi descoberto pelo paleontólogo de invertebrados americano Charles Doolittle Walcott, que o descreveu pela primeira vez em 1991, quando o classificou como um "anelídeo poliqueta". Atualmente é visto como um cefalocordado ancestrais dos peixes (o primeiro grupo de vertebrados) e por isso, também de todos os vertebrados. Apesar de não um "peixe" verdadeiro, às vezes é classificado como tal, dentro do grupo Agnatha, sendo, nessas circunstânicias tido como o primeiro peixe e o primeiro vertebrado da face da Terra.

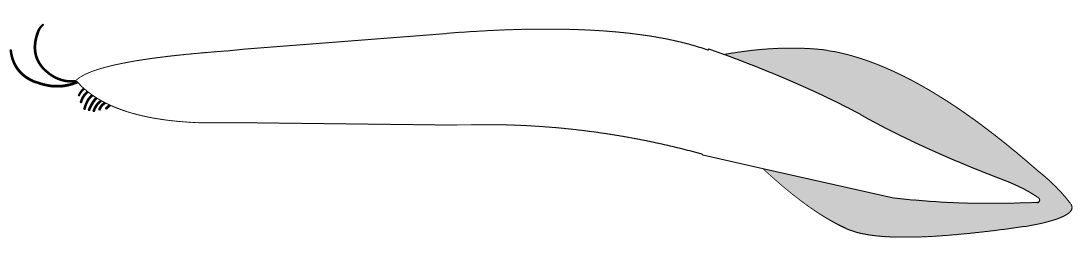
Pikaia gracilens.

### Ostracodermos
Os primeiros peixes e certamente os primeiros vertebrados, foram os ostracodermes, os quais apareceram no período Cambriano, aproximadamente há 510 milhões de anos, e tornaram-se extintos no final do Devoniano, aproximadamente 348 milhões de anos atrás. Ostracodermes foram peixes sem mandíbula encontrados principalmente em água doce. Eles eram cobertos com uma armadura óssea ou escamas e tinha frequentemente menos de 30,5 cm de comprimento. Os ostracodermes são classificados na classe Agnatha junto com os atualmente vivos peixes sem mandíbulas, as lampréias e peixes-bruxas, os quais acreditam-se serem descendentes dos ostracodermes.

### Conodontes

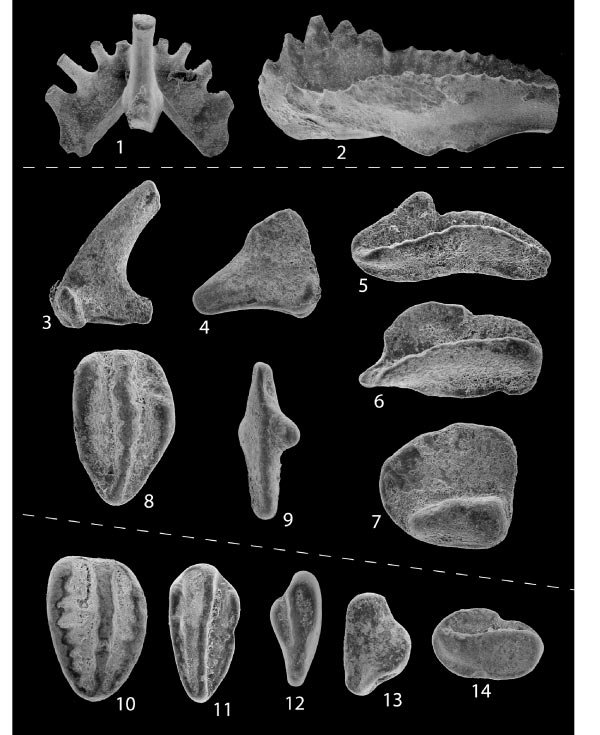
Dentes de conodontes provenientes da Pensilvânia e de Maryland, nos Estados Unidos.

Conodontes são cordados vertebrados extintos do grupo dos peixes que pertencem à classe Conodonta.Apesar disso, alguns o consideram um filo à parte separado do Filo Chordata (o Filo Conodonta), por haver uma probabilidade de pertencerem ao Filo Chaetognatha e de não serem peixes cordados.

### Anaspida
Os Anaspida foram pequenos peixes agnatos marinhos.Seu primeiro aparecimento foi durante o Período Siluriano, logo após a Extinção do Devoniano, a maior de todos os tempos da História da Terra.

### Galeaspida
Galeaspida, também conhecidos por elmos couraçados, foi um grupo de peixes agnatos que viveram nos períodos Siluriano e Devoniano do que seria atualmente os territórios da China e do Vietnã.

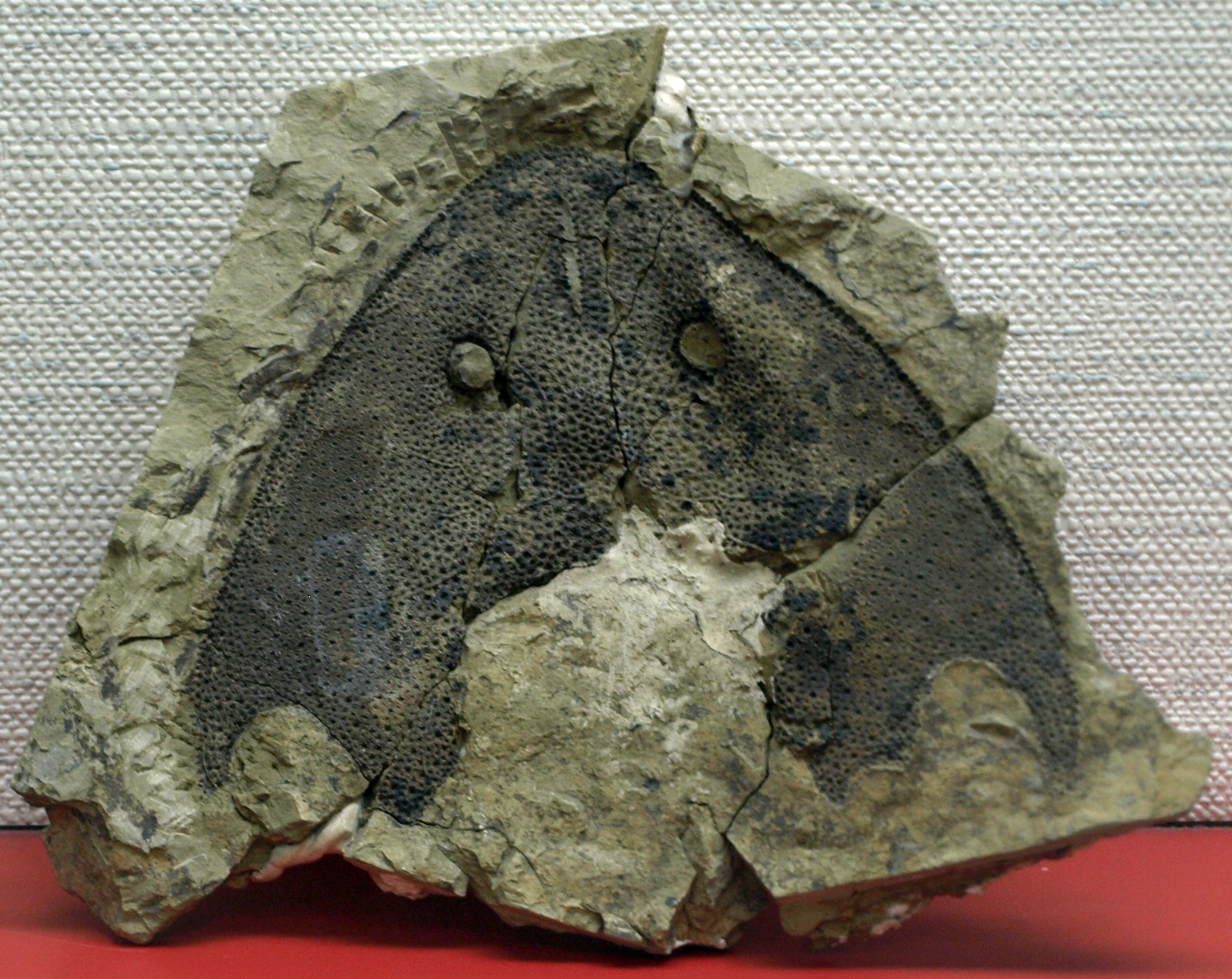
Fóssil de um peixe Galeaspida.

### Osteostraci
A Classe Osteostraci foi uma classe de peixes Cephalaspidomorphos que viveram na região onde é hoje a América do Norte, Europa e Rússia do Período Siluriano ao Devoniano.

### Pituriaspida
Pituriaspida foi um pequeno grupo de peixes couraçados que viveram no Período Devoniano Médio na Austrália, à aproximadamente 390 milhões de anos atrás.Só se conhecem duas espécies:
- Pituriaspis doylei
- Neeyambaspis enigmatica

### Pteraspidomorphi
Pteraspidomorphi foi uma classe de peixes agnatos que continham os sub-grupos Heterostraci, Astraspida, Arandaspida e Eriptychiida.

### Lista de Peixes sem mandíbula (Agnatha)
- Arandaspis
- Astraspis
- Boreaspis
- Dartmuthia
- Doryaspis
- Drepanaspis
- Errivaspis
- Haikouichthys
- Hemicyclaspis
- Jamoytius
- Myllokunmingia
- Pharyngolepis
- Promissum
- Pteraspis
- Thelodus
- Tremataspis

## Acanthodii

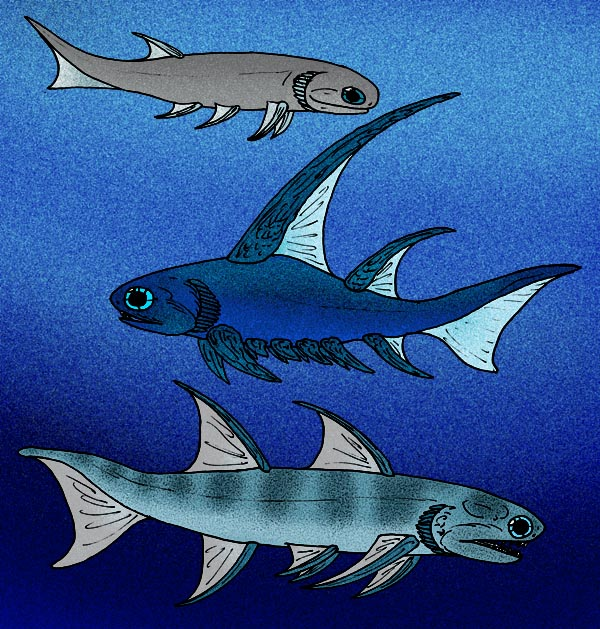
Mesacanthus, Parexus, and Ischnacanthus, peixes Acanthodii do período Devoniano da Grã-Bretanha.

Os primeiros peixes com mandíbulas, os acantodianos, ou tubarões espinhados, apareceram no Siluriano superior, aproximadamente 410 milhões de anos atrás, e vindo a se extinguir no fim do Permiano, aproximadamente 250 milhões de anos atrás. Acantodianos eram geralmente menores que os peixes como os tubarões variando de "filtradores" de alimentos sem dentes a predadores dentados. Eles já foram classificados como uma ordem da classe Placodermi, outro grupo de peixes primitivos, mas recentemente autoridades tendem a colocar os acanthodiaes oou ambos os grupos dividindo um ancestral comum.

## Placodermos

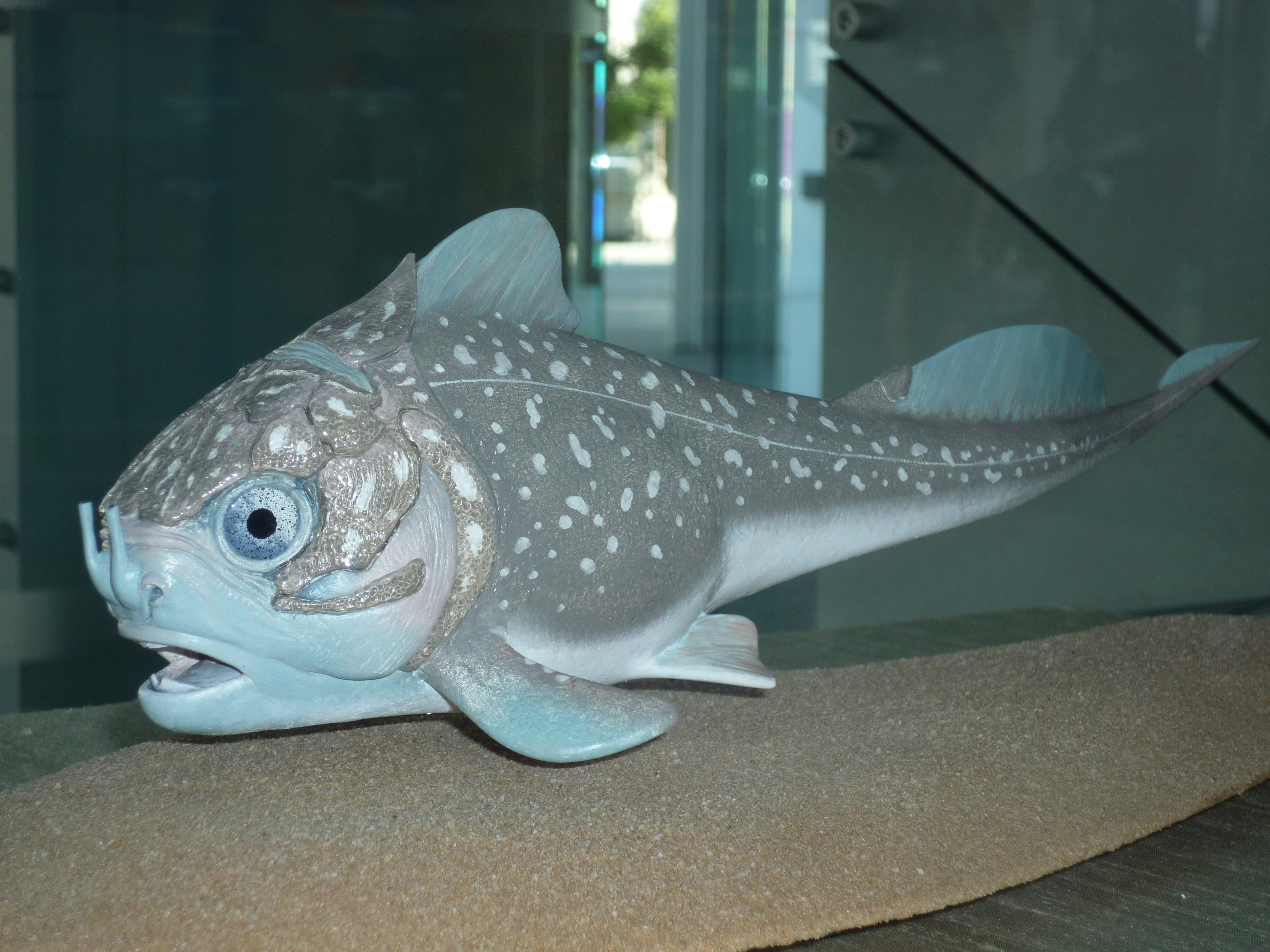
Modelo de um Materpiscis, um placodermo, no Museum Victoria, Australia.

### Peixes cartilaginosos
- Cladoselache
- Cobelodus
- Deltoptychius
- Heliobatis
- Hybodus
- Ischyodus
- Scapanorhynchus
- Sclerorhynchus
- Spathobathis
- Stethacanthus
- Tristychius
- Xenacanthus

### Tubarões e placodermos
- Bothriolepis
- Cladoselache
- Coccosteus
- Ctenurella
- Dunkleosteus
- Gemuendina
- Groenlandaspis
- Megalodon
- Ostracoderm
- Palaeospondylus
- Pterichthyodes
- Squalicorax
- Otodus obliquus

### Peixesray-finnedprimitivos
- Aspidorhynchus
- Canobius
- Cheirolepis
- Dapedium
- Lepidotes
- Moythomasia
- Palaeoniscum
- Perleidus
- Platysomus
- Pycnodus
- Saurichthys
- Semionotus

### Peixesray-finnedmodernos
- Berycopsis
- Enchodus
- Eobothus
- Gryouchus
- Gyrosteus
- Hypsidoris
- Hypsocormus
- Knightia
- Leptolepis
- Pholidophorus
- Protobrama
- Sphenocephalus
- Thrissops

## Tetrapodomorpha
Sub-Classe extinta de Peixes Sarcopterygii precursores dos anfíbios, e por isso, de todos os tetrápodes,e que também engloba todos os Tetrápodes (anfíbios, répteis, sinapsídeos, aves e mamíferos).Logo, toda a Super-Classe Tetrapoda está dentro da Classe Sarcopterygii e da sub-classe Tetrapodomorpha.

### Taxonomia e Filogenia dos Tetrapodomorpha

Evolução dos Tetrapodomorpha em Tetrápodes.

- Classe Sarcopterygii (grupo em que se encontram todos os tetrápodes)
  - Sub-Classe Tetrapodomorpha (grupo em que se encontram todos os tetrápodes)
    - Gênero Kenichthys (Um Gênero de Peixes Tetrapodomorpha à parte)
    - Ordem Rhizodontida
    - Super-Ordem Osteolepidida (Ou Osteolepiformes)
      - Família Osteolepidae
        - Gênero Osteolepis

      - Família Tristichopteridae
        - Gênero Eusthenopteron

      - Família Megalichthyidae
        - Gênero Megalichthys

      - Família Canowindridae
      - Grupo Elpistostegalia
        - Ordem Panderichthyida
        - Gênero Tiktaalik
        - Gênero Livoniana
        - Gênero Metaxygnathus
        - Gênero Ventastega (O precursor dos anfíbios e de todos os tetrápodes)
        - Super-Classe Tetrapoda